# Pā Sefīd
Pā Sefīd (persiska: پا سفید) är en bondby i Iran.   Den ligger i provinsen Kerman, i den sydöstra delen av landet, 1 000 km sydost om huvudstaden Teheran. Pā Sefīd ligger 666 meter över havet och antalet invånare är 504.
Terrängen runt Pā Sefīd är kuperad åt nordväst, men åt sydost är den platt.Runt Pā Sefīd är det glesbefolkat, med 8 invånare per kvadratkilometer. Närmaste större samhälle är Fāryāb, 12,2 km sydväst om Pā Sefīd. Trakten runt Pā Sefīd består till största delen av jordbruksmark.